# Dipcadi concanense
Dipcadi concanense là một loài thực vật có hoa trong họ Măng tây. Loài này được (Dalzell) Baker mô tả khoa học đầu tiên năm 1870.